# Парламентські вибори в Польщі 2015
Парламентські вибори у Польщі 2015 як до Сейму, так і до Сенату, призначені указом Президента Польщі Броніслава Коморовського від 17 липня 2015 та змінені указом від 3 серпня 2015, відбулися у Польщі 25 жовтня 2015.
Попередні вибори до Парламенту Польщі 2011 року привели до утворення урядової коаліції Громадянської платформи і Польської селянської партії.
Це були перші в Європі вибори після парламентських виборів у Норвегії 1993, де три найбільші на той час партії висунули жінку кандидатом на посаду прем'єр-міністра. Це були також перші вибори у Польщі після відновлення демократії у 1989 році, де одна партія здобула абсолютну більшість у парламенті.
Вибори виграла найбільша опозиційна партія Право і справедливість з часткою 37,6 % голосів, тоді як правляча Громадянська платформа набрала 24,1 % голосів. Висуванка партії-переможниці Беата Шидло тепер має змінити Еву Копач на посаді прем'єр-міністра і може утворити однопартійний кабінет.
Офіційні результати, оголошені 27 жовтня 2015, засвідчили, що консервативна «Право і справедливість» здобула абсолютну більшість, одержавши 235 із 460 місць у Сеймі, при чому кандидата партії Анджея Дуду у травні 2015 було обрано президентом Польщі. Партія колишнього президента Броніслава Коморовського «Громадянська платформа» скоротила своє представництво у Сеймі до 138 місць.

## Учасники
Основні партії, що беруть участь у виборах: Громадянська платформа (її кандидат на прем'єр-міністра — Ева Копач), Право і справедливість (Беата Шидло), «Сучасна» (Ришард Петру), Kukiz'15 (Павел Кукіз), Об'єднані ліві (Барбара Новацька), Польська селянська партія (Януш Пєхоцинський), Коаліція за відновлення республіки — Свобода і Надія (Януш Корвін-Мікке).

## Особливості
Польща поділяється на 41 виборчий округ, у кожному з яких, залежно від його розміру, обирають від 7 до 20 депутатів Сейму, тоді як 100 сенаторів обираються прямим голосуванням в одномандатних округах. Прохідний бар'єр для Сейму встановлено на рівні 5 % для політичних партій та 8 % для виборчих блоків, а мандати розподіляють за пропорційним принципом методом д'Ондта.
Поляки голосували вдруге за півроку: у травні 2015 відбувалися президентські вибори, які дали країні нового голову держави — консерватора Анджея Дуду від партії «Право і справедливість». Остання сподівається посилити своє становище за результатами виборів до парламенту, на яких громадяни Польщі обирали 460 депутатів нижньої палати парламенту (Сейму) і 100 сенаторів. З 2000 року основними політичними силами у країні залишалися правоцентристська «Громадянська платформа» і консервативна партія «Право і справедливість», при цьому популярність консерваторів зросла, давши їм усі шанси завоювати прихильність відносної більшості виборців (за даними екзит-полів, понад 39 %). Перемігши на виборах, «Право і справедливість» вперше після 2007 року зосередить у своїх руках як виконавчу, так і законодавчу владу.

## Виборчі штаби для виборів у Сейм і Сенат
| № списку | Виборчий штаб                         | Лідер     | Лідер              | Виборчі гасла                                                   | Кандидати в депутати Сейму | Кандидати в сенатори |
| -------- | ------------------------------------- | --------- | ------------------ | --------------------------------------------------------------- | -------------------------- | -------------------- |
| 1        | Право і справедливість*               |           | Ярослав Качинський | Впораємось; Праця, а не обіцянки                                | 919                        | 98                   |
| 2        | Громадянська платформа*               |           | Ева Копач          | Так. Йдеться про Ваше майбутнє; Сильна економіка, вищі зарплати | 916                        | 83                   |
| 3        | Партія Разом                          | відсутній | відсутній          | Інша політика можлива                                           | 573                        | 0                    |
| 4        | KORWiN*                               |           | Януш Корвін-Мікке  | Нові люди, новий порядок                                        | 898                        | 10                   |
| 5        | Польська селянська партія             |           | Януш Пєхоцинський  | Близько до справ людей                                          | 916                        | 58                   |
| 6        | Об'єднані ліві: SLD+TR+PPS+UP+Зелені* |           | Барбара Новацька   | Школи будувати, священиків оподаткувати                         | 904                        | 31                   |
| 7        | Kukiz'15*                             |           | Павел Кукіз        | Зумієш, Польщо!; Польща пробуджується, з нашими мріями!         | 838                        | 9                    |
| 8        | Сучасна Ришарда Петру*                |           | Ришард Петру       | Полагодьмо Польщу!                                              | 858                        | 16                   |

* Інші партії, що йдуть за списками даних штабів (у випадку не однієї партії):
- «Сучасна» — по 1 члену: Партія жінок, ГП, ПСП

| № списку | Виборчий штаб                                         | Лідер | Лідер                | Виборчі гасла            | Кількість округів | Кандидати в депутати Сейму | Кандидати в сенатори |
| -------- | ----------------------------------------------------- | ----- | -------------------- | ------------------------ | ----------------- | -------------------------- | -------------------- |
| 9        | JOW Bezpartyjni*                                      |       | Роберт Рачинський    | Змінюємо Польщу          | 8                 | 136                        | 6                    |
| 10       | Виборчий штаб Збігнева Стоноги                        |       | Збігнев Стонога      | Твій постріл у «10»      | 19                | 297                        | 1                    |
| 11       | «Суспільний рух Польської Республіки»*                |       | Славомир Іздебський  |                          | 3                 | 60                         | 2                    |
| 12       | «Об'єднані заради Сілезії»**                          |       | Дітмар Бремер        | Із Сілезії. Не з партії. | 2                 | 42                         | 0                    |
| 13       | Самооборона                                           |       | Лех Куропатвинський  | Тільки разом переможемо! | 7                 | 119                        | 2                    |
| 14       | Виборчий штаб виборців Гжегожа Брауна «Щасти, Боже!»* |       | Гжегож Браун         | Віра, сім'я, власність   | 12                | 202                        | 1                    |
| 15       | Конгрес нових правих                                  |       | Міхал Марусик        |                          | 6                 | 116                        | 8                    |
| 16       | Виборчий комітет німецької меншини**                  |       | Ришард Галла         | Молодці!                 | 1                 | 24                         | 3                    |
| 17       | «Громадяни у парламент»*                              |       | Ян-Збігнев Потоцький | Нація править            | 1                 | 40                         | 3                    |

* Inne partie startujące z list danych komitetów (w wypadku ВИБОРЧИЙ ШТАБ wszystkie partie):
- OdP – Демократична партія (2 члени), по 1 члену: Союз демократичних лівих сил, Організація польської нації – Польська ліга, ГП

** Як штаб національної меншини звільняється від обов'язку подолання виборчого порогу.
| Виборчий штаб                                   | Лідер               | Кандидати в сенатори |
| ----------------------------------------------- | ------------------- | -------------------- |
| Національне відродження Польщі                  | Адам Гмурчик        | 7                    |
| «Польські сім'ї разом»                          | Антоній Сосновський | 3                    |
| Виборчий штаб Лукаша Гібали «Незалежні в Сенат» | Лукаш Гібала        | 3                    |
| Патріотична Польща                              | Ришард Яжницький    | 2                    |
| Виборчий штаб «Крузель Анджей — Ваш сенатор»    | Анджей Крузель      | 2                    |
| Виборчий штаб «Сілезці разом»                   | Анджей Рочньок      | 2                    |
| Виборчий штаб «Громадянська Польща»             | Кшиштоф Топчевський | 2                    |
| Виборчий штаб «Громадянський пакт»              | Каміль Шарало       | 2                    |
| Виборчий штаб «Громадянський форум»             | Щепан Буклаго       | 2                    |
| Штаби з зареєстрованим одним кандидатом*        |                     | 66                   |

*У тому числі партії: Слов'янський союз, Партія праці, «П’яст – Єдність думки європейських націй», Демократична партія – demokraci.pl, Союз реальної політики, Біло-червоні, Національний рух